# Salute to France
Salute to France (Salut à la France) è un film diretto negli Stati Uniti d'America nel 1944 da Jean Renoir e Garson Kanin.
Si tratta di un film di propaganda per le truppe americane prima dello sbarco in Normandia.

## Trama
Sul ponte di una nave che trasporta le truppe americane verso l'Europa, tre soldati, Jacques francese, Tommy inglese e Joe americano, che rappresentano simbolicamente i loro paesi, discutono sulla situazione della Francia e del suo collaborazionismo e si chiedono che paese troveranno dopo i duri anni dell'occupazione nazista. Ciascun soldato viene mostrato in diversi ruoli della precedente vita civile: Jacques suona una fisarmonica, fa il cameriere, vende castagne arrosto, è minatore, impiegato di banca e fattore, Tommy fa il bancario e il contadino, Joe è contadino e commesso viaggiatore, insegnante di scuola. Si alternano immagini storiche-documentaristiche sull'avvento di Hitler, sulla prima guerra mondiale e sugli eventi della seconda in corso.

## Produzione
Il film era destinato a presentare la Francia alle truppe americane prima dello sbarco in Normandia. Il film sarebbe stato dotato di una versione francese in vista della Liberazione.
Il film ebbe una distribuzione limitatissima.
Per il suo carattere didattico ricorda Le bled e La vita è nostra.

### Prima
Il film uscì il 13 ottobre 1944.

## Accoglienza e critica
Louis Marcorelles:
«Presentato in Francia nel più totale anonimato, un anno dopo la fine della guerra, Salut à la France non ebbe l'onore, che io sappia, del minimo commento da parte della stampa parigina. Tuttavia aveva conosciuto in America un discreto pizzico di successo che, senza eguagliare il suo grande film precedente Questa terra è mia, prova come Renoir, quando vuole esprimere certe verità elementari, sa parlare direttamente al grande pubblico»